# مئذنة أمين

يقع مسجد أمين ومئذنته في بلدة بوتاو (葡萄乡-Pútáo) بمدينة تورفان بمقاطعة تركستان (شينجيانغ) ذاتية الحكم في شمال غربي الصين.
مئذنة أمين (بالصينية:額敏塔) تقع بجوار مسجد للإيغور في مدينة توربان التابعة لسنجان في الصين. بطول 44   متر (144   قدم) وهي أطول مئذنة في الصين.  كما تعد ألرز معلم معماري في المنطقة، ويختلف تركيبها المعماري عن مئذنة غوانغتا بمسجد هوايشنغ في قوانغتشو على ساحل الصين الجنوبي. وغزت سلالة تشينغ بأسلحة متفوقة هذه المنطقة ذات الغالبية المسلمة في خمسينيات القرن الثامن عشر وتغلبت على قبيلة الجونغار المغولية في سلسلة من المعارك. انضم الأويغور بقيادة أمين خوجة (بالصينية:額敏和卓) إلى إمبراطورية تشينغ للحماية من بطش الجونغار، وتنسب هذه المئذنة لأمين خوجة.
وقد بدأ بناء المئذنة في عام 1777م خلال فترة حكم الإمبراطور تشيان لونغ ( 1735 – 1796) وانتهت بعد عام واحد.  تم تمويل بناءها من السكان المحليين، وبنيت لتكريم مآثر أمين خوجة، ومن هنا جاءت تسميتها مئذنة أمين.  تقع المئذنة على طول طريق الحرير القديم بالقرب من عاصمة الأويغور القديمة قاراغوجا. يوجد بالقرب منها كهوف بوذية قديمة تدعى كهوف بزيكيلك. 
تقع توربان على طريق الحرير لذا فهي ممر شكل حلقة وصل لتبادل الثقافات بين الصينيين والعرب والفرس وأصبحت الأرض المحيطة بها مفترق طرق وموقعًا لمعظم مواقع العمارة الإسلامية الأويغورية في شينجيانغ. تعكس مئذنة أمين، شأنها شأن مساجد ومآذن الأويغور الأخرى، مزيجًا ما بين العمارة العربية الايغورية في البناء. 
كان لأمين خوجه تاريخ من موالاة أباطرة أسرة تشينج منذ عصر الإمبراطور يونج چانج (雍正) وذلك لتوحيد إقليم تركستان وضمها لحكم الصينيين. وبعد وفاة أمين خوجه
عام 1777م رأى ابنه الملك سليمان بناء مسجد تكريمًا لمآثر حاكم تورفان والده أمين خوجه. وقد تم بناء المسجد عام 1193هـ/1779م خلال عصر الإمبراطور تشيان لونج (1735-1796م) لأسرة تشينج تخليدًا لذكرى الملك أمين خوجه (額敏和卓-Émǐn Hézhuō) ملك قومية الأويغور التركية وذلك على يد ابنه الملك سليمان.

## وصف

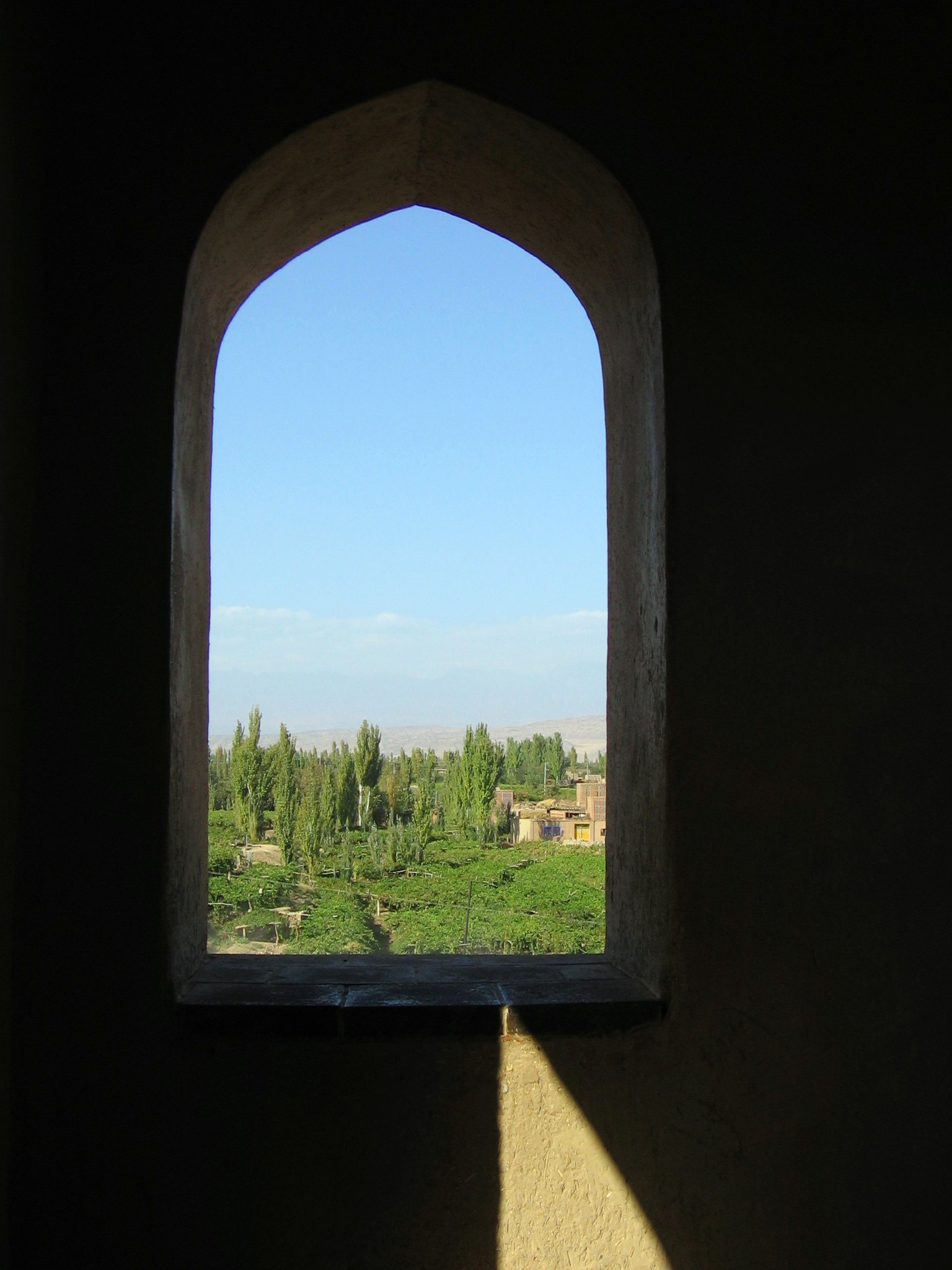
نافذة المئذنة

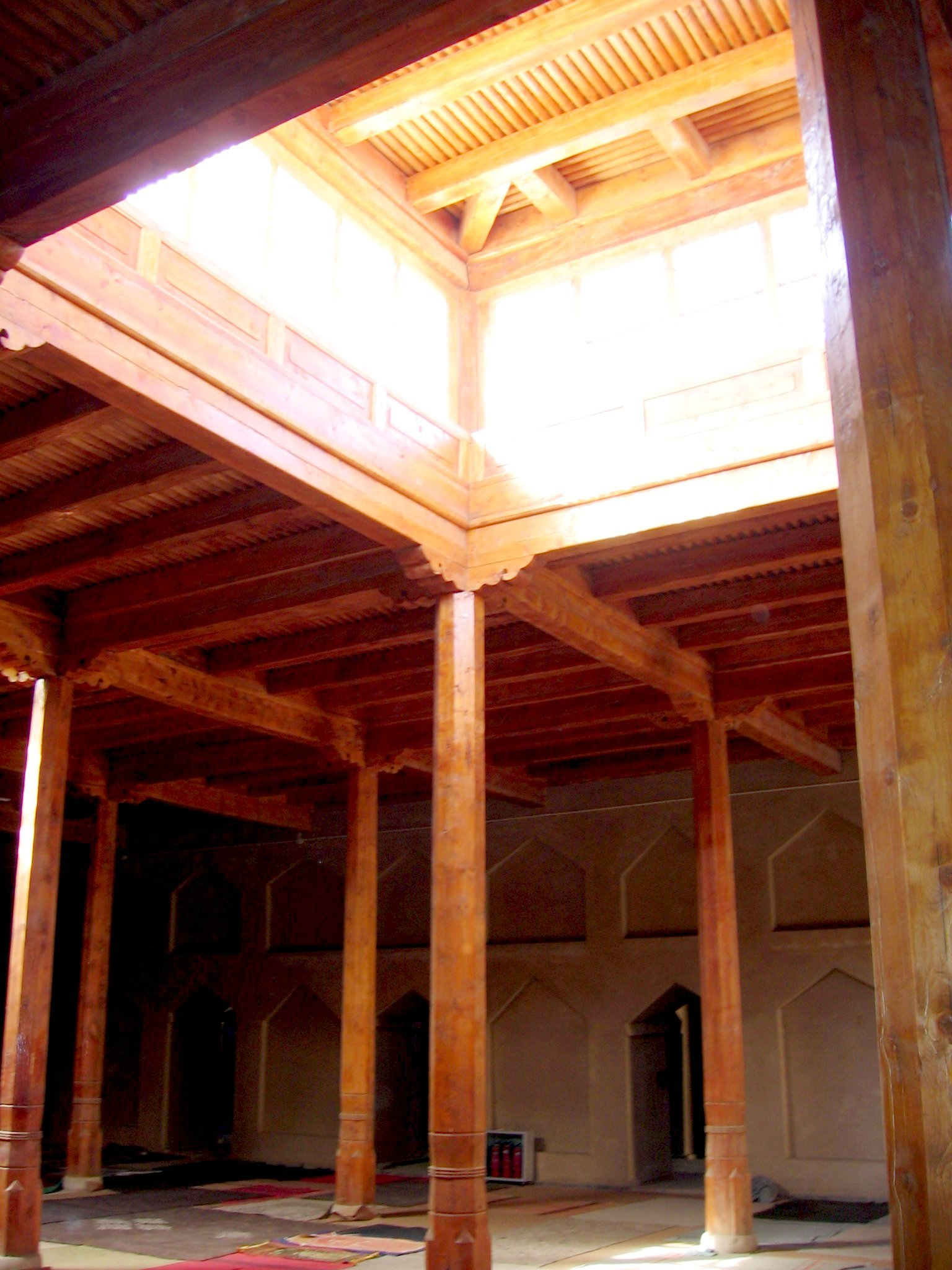
داخل المسجد

بُنيت المئذنة من حرفيين محليين باستخدام الخشب وطوب من لبن. وتنتهي بقبة دائرية مدببة، يبلغ قطر المئذنة أكثر من 14 مترًا (46 قدمًا) في قاعدتها وتصل إلى 2.8 متر من في الأعلى.  نحتت من الخارج بفسيفساء متكررة هندسية ونباتية. لا يتم مشاهدة هذا المزيج من العمارة الصينية والإسلامية إلا في المآذن في الصين. يوجد في البرج العديد من النوافذ الضيقة الطويلة على ارتفاعات مختلفة وتواجه اتجاهات مختلفة توفر الضوء والتهوية.  المئذنة ليس لها طوابق. في الداخل، ولها درج متعرج من 72 عتبة. 
تقع المئذنة في الركن الشمالي الشرقي من مسجد الأويغور، وهو عبارة عن بناء مستطيل الشكل به محراب، وهو عبارة عن كوة مدببة محاطة بثلاثة جدران ولكنها مفتوحة على ساحة فناء كبيرة من الناحية الرابعة. ينقسم المسجد إلى مصلى داخلي للاستخدام في الأشهر الباردة وخارجي لأغلب أوقات السنة. تم بناء المصلى الخارجي بأعمدة وعوارض خشبية أنيقة وطويلة ورقيقة تدعم إطارها الخشبي المكشوف، وهي مفتوحة وواسعة، في حين أن القاعة الداخلية صغيرة ومغلقة..  

## صور من المسجد

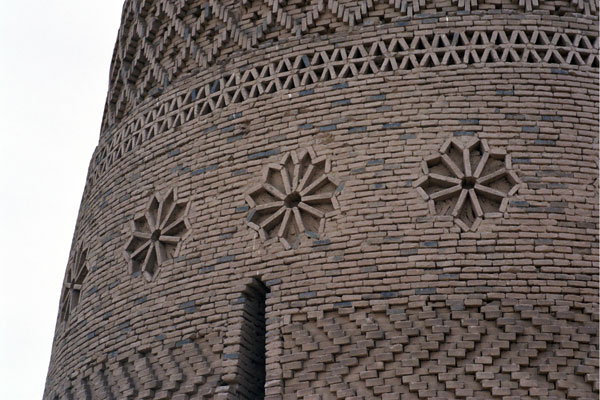
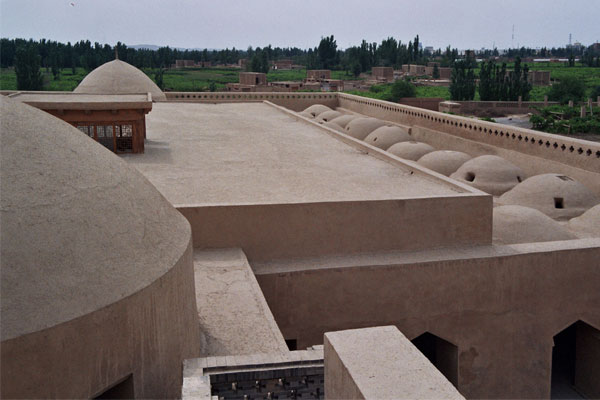
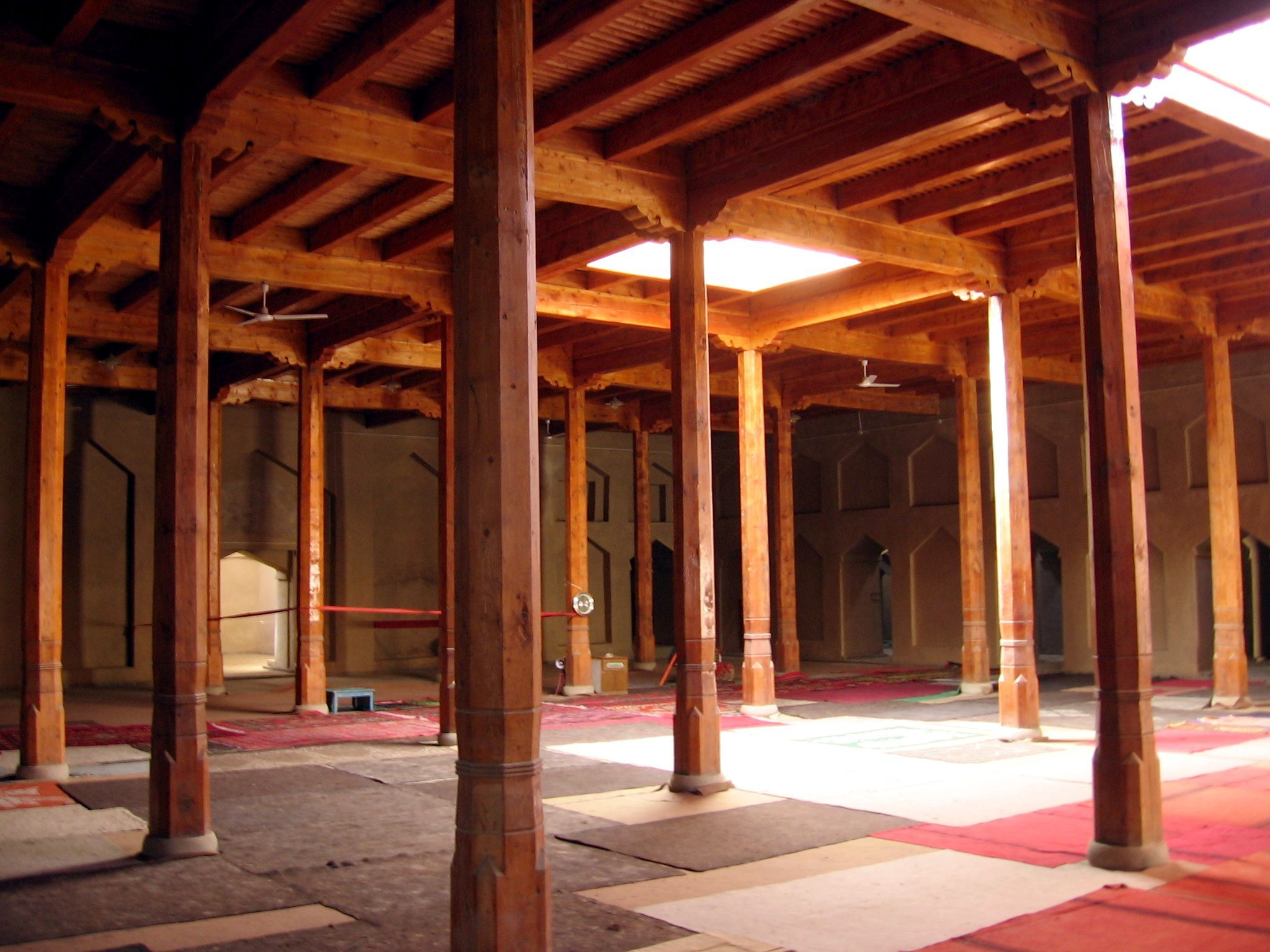
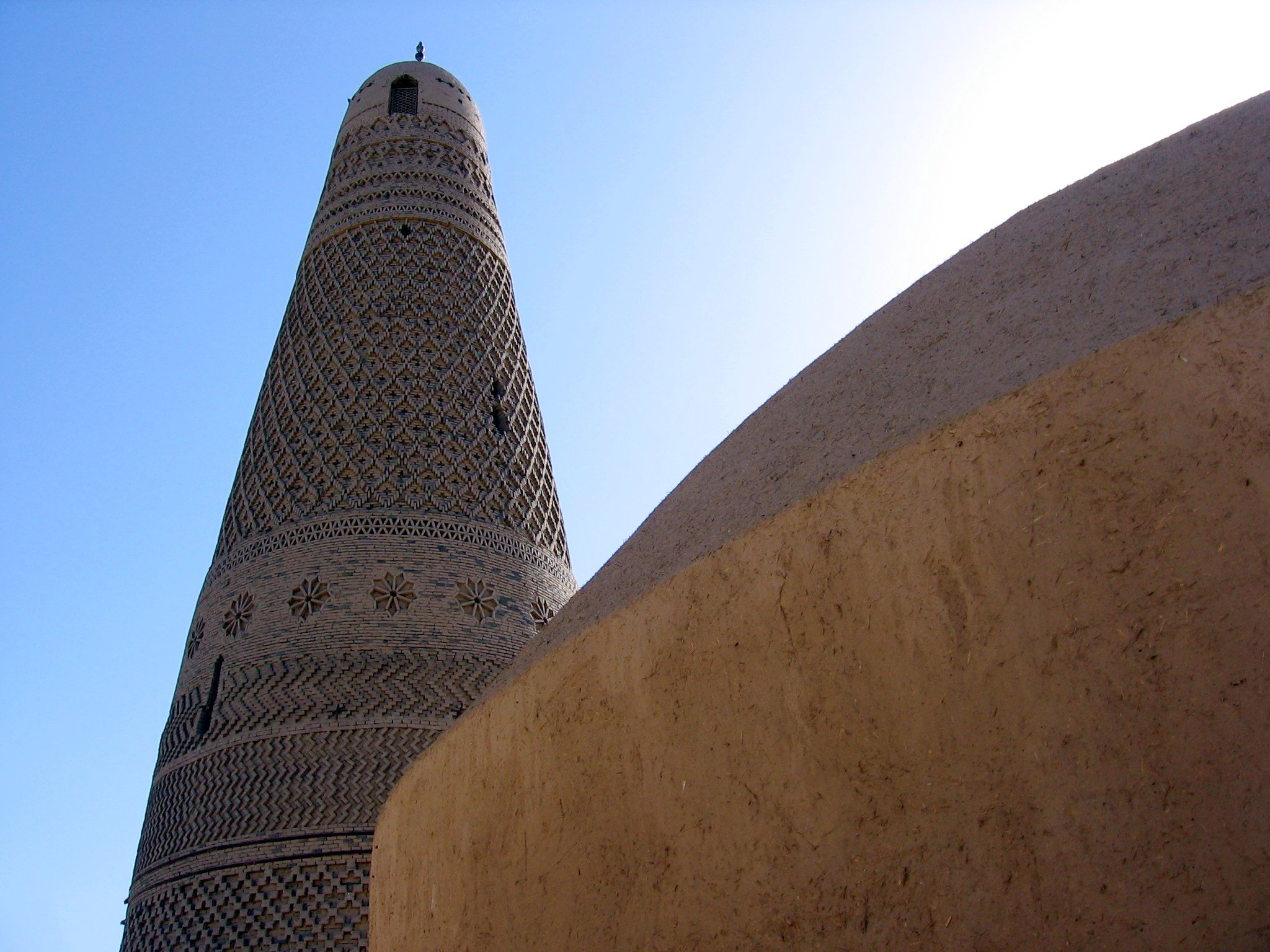